# Futbol'nyj Klub Arsenal Tula 2018-2019
Questa voce raccoglie rosa, risultati e statistiche dell'Arsenal Tula nella stagione 2018-2019.

## Stagione
La squadra si salvò agevolmente conquistando il sesto posto finale, miglior risultato del club.
Anche in Coppa di Russia la squadra arrivò ad un traguardo storico, raggiungendo le semifinali: dopo aver superato Sachalin e Terek Groznyj nelle gare a turno unico in trasferta, l'Arsenal eliminò l'Orenburg nel doppio confronto dei quarti di finale, prima di uscire per mano dell'Ural.

## Rosa
| N. |                       | Ruolo | Calciatore         |
| -- | --------------------- | ----- | ------------------ |
| 1  | Russia (bandiera)     | P     | Artur Nigmatullin  |
| 5  | Ghana (bandiera)      | D     | Mohammed Kadiri    |
| 6  | Russia (bandiera)     | D     | Maksim Beljaev     |
| 7  | Russia (bandiera)     | C     | Kantemir Berchamov |
| 8  | Georgia (bandiera)    | D     | Gia Grigalava      |
| 9  | Russia (bandiera)     | D     | Kirill Kombarov    |
| 10 | Zambia (bandiera)     | A     | Evans Kangwa       |
| 11 | Russia (bandiera)     | C     | Sergej Tkačëv      |
| 14 | Georgia (bandiera)    | D     | Anri Chaguš        |
| 17 | Russia (bandiera)     | A     | Guram Adžoev       |
| 18 | Montenegro (bandiera) | A     | Luka Đorđević      |
| 19 | Russia (bandiera)     | C     | Reziuan Mirzov     |
| 21 | Spagna (bandiera)     | D     | Víctor Álvarez     |
| 22 | Russia (bandiera)     | C     | Daniil Lesovoj     |

| N. |                         | Ruolo | Calciatore           |
| -- | ----------------------- | ----- | -------------------- |
| 23 | Russia (bandiera)       | C     | Igor Gorbatenko      |
| 33 | Russia (bandiera)       | D     | Artëm Sokol          |
| 36 | Russia (bandiera)       | P     | Michail Levašov      |
| 45 | Serbia (bandiera)       | A     | Ognjen Ožegović      |
| 50 | Russia (bandiera)       | P     | Egor Šamov           |
| 70 | Bulgaria (bandiera)     | C     | Georgi Kostadinov    |
| 71 | Russia (bandiera)       | D     | Aleksandr Denisov    |
| 77 | Bulgaria (bandiera)     | C     | Mihail Aleksandrov   |
| 78 | Russia (bandiera)       | C     | Zelimchan Bakaev     |
| 80 | Russia (bandiera)       | C     | Yaroslav Ivakin      |
| 90 | Russia (bandiera)       | D     | Aleksandr Krikunenko |
| —  | Burkina Faso (bandiera) | D     | Bakary Koné          |
| —  | Bielorussia (bandiera)  | D     | Maksim Valadz'ko     |

## Risultati

### Campionato
| Tula 29 luglio 2018 1ª giornata | Arsenal Tula | 0 – 0 referto | Dinamo Mosca | Stadio Arsenal |

| San Pietroburgo 4 agosto 2018 2ª giornata | Zenit San Pietroburgo | 1 – 0 referto | Arsenal Tula | Stadio San Pietroburgo |

| Tula 12 agosto 2018 3ª giornata | Arsenal Tula | 3 – 1 referto | Achmat Groznyj | Stadio Arsenal |

| Mosca 18 agosto 2018 4ª giornata | CSKA Mosca | 3 – 0 referto | Arsenal Tula | Arena CSKA |

| Tula 24 agosto 2018 5ª giornata | Arsenal Tula | 0 – 1 referto | Rostov | Stadio Arsenal |

| Tjumen' 2 settembre 2018 6ª giornata | Enisej | 0 – 0 referto | Arsenal Tula |  |

| Tula 15 settembre 2018 7ª giornata | Arsenal Tula | 4 – 0 referto | Kryl'ja Sovetov Samara | Stadio Arsenal |

| Tula 22 settembre 2018 8ª giornata | Arsenal Tula | 2 – 2 referto | Rubin | Stadio Arsenal |

| Ekaterinburg 29 settembre 2018 9ª giornata | Ural | 2 – 1 referto | Arsenal Tula | Ekaterinburg Arena |

| Tula 5 ottobre 2018 10ª giornata | Arsenal Tula | 1 – 1 referto | Ufa | Stadio Arsenal |

| Mosca 21 ottobre 2018 11ª giornata | Spartak Mosca | 2 – 3 referto | Arsenal Tula | Otkrytie Arena |

| Tula 27 ottobre 2018 12ª giornata | Arsenal Tula | 2 – 2 referto | Gazovik Orenburg | Stadio Arsenal |

| Mosca 3 novembre 2018 13ª giornata | Lokomotiv Mosca | 3 – 1 referto | Arsenal Tula | RZD Arena |

| Tula 9 novembre 2018 14ª giornata | Arsenal Tula | 2 – 0 referto | Anži | Stadio Arsenal |

| Krasnodar 25 novembre 2018 15ª giornata | Krasnodar | 3 – 0 referto | Arsenal Tula | Stadio FC Krasnodar |

| Tula 3 dicembre 2018 16ª giornata | Arsenal Tula | 4 – 2 referto | Zenit San Pietroburgo | Stadio Arsenal |

| Groznyj 10 dicembre 2018 17ª giornata | Achmat Groznyj | 2 – 0 referto | Arsenal Tula |  |

| Groznyj 2 marzo 2019 18ª giornata | Arsenal Tula | 2 – 0 referto | CSKA Mosca |  |

| Rostov sul Don 10 marzo 2019 19ª giornata | Rostov | 0 – 0 referto | Arsenal Tula | Rostov Arena |

| Tula 16 marzo 2019 20ª giornata | Arsenal Tula | 2 – 0 referto | Enisej | Stadio Arsenal |

| Samara 29 marzo 2019 21ª giornata | Kryl'ja Sovetov Samara | 0 – 1 referto | Arsenal Tula | Cosmos Arena |

| Kazan' 7 aprile 2019 22ª giornata | Rubin | 0 – 0 referto | Arsenal Tula | Kazan Arena |

| Tula 13 aprile 2019 23ª giornata | Arsenal Tula | 0 – 0 referto | Ural | Stadio Arsenal |

| Ufa 20 aprile 2019 24ª giornata | Ufa | 1 – 2 referto | Arsenal Tula | Neftyanik Stadium |

| Tula 25 aprile 2019 25ª giornata | Arsenal Tula | 3 – 0 referto | Spartak Mosca | Stadio Arsenal |

| Orenburg 29 aprile 2019 26ª giornata | Gazovik Orenburg | 1 – 1 referto | Arsenal Tula | Stadio Gazovik |

| Tula 4 maggio 2019 27ª giornata | Arsenal Tula | 2 – 0 referto | Lokomotiv Mosca | Stadio Arsenal |

| Kaspijsk 10 maggio 2019 28ª giornata | Anži | 0 – 1 referto | Arsenal Tula | Anži-Arena |

| Tula 19 maggio 2019 29ª giornata | Arsenal Tula | 0 – 3 referto | Krasnodar | Stadio Arsenal |

| Mosca 26 maggio 2019 30ª giornata | Dinamo Mosca | 3 – 3 referto | Arsenal Tula | Stadio Dinamo |

### Coppa di Russia
| Tomsk 26 settembre 2018 Sedicesimi di finale | Sachalin | 1 – 2 referto | Arsenal Tula |  |

| Groznyj 31 ottobre 2018 Ottavi di finale | Achmat Groznyj | 0 – 2 referto | Arsenal Tula |  |

| Chimki 6 marzo 2019 Quarti - andata | Arsenal Tula | 1 – 1 referto | Gazovik Orenburg | Arena Chimki |

| Orenburg 28 novembre 2018 Quarti - ritorno | Orenburg | 2 – 4 referto | Arsenal Tula | Stadio Gazovik |

| Ekaterinburg 3 aprile 2019 Seminfinale - andata | Ural | 1 – 0 referto | Arsenal Tula | Ekaterinburg Arena |

| Tula 15 maggio 2019 Semifinale - ritorno | Arsenal Tula | 2 – 2 referto | Ural | Stadio Arsenal |